# Andinsk guan
Andinsk guan (Penelope montagnii) är en fågel i familjen trädhöns inom ordningen hönsfåglar. Den förekommer i bergsskogar i Anderna från Colombia till Venezuela. Arten tros minska i antal men beståndet anses vara livskraftigt.

## Utseende och läte
Andinsk guan är en stor hönsliknande fågel. Den har rätt mattbrun fjäderdräkt med tydliga frostvita pilspetsteckningar och streck på huvud och bröst. På nedre delen av bruken är den något varamre rostbrun. Benen är rödaktiga.

## Utbredning och systematik
Andinsk guan delas in i fem underarter med följande utbredning:
- Penelope montagnii montagnii – norra och centrala Colombia samt nordvästra Venezuela
- Penelope montagnii atrogularis – Andernas västsluttning i södra Colombia och Ecuador
- Penelope montagnii brooki – Andernas östsluttning i södra Colombia och Ecuador
- plumosa – Andernas östsluttning i Peru
- Penelope montagnii sclateri – yungas i Bolivia

## Levnadssätt
Andinsk guan hittas i bergsskogar, där den ofta ses i par eller smågrupper som bullrigt födosöker efter frukt i de mellersta och övre skikten.

## Status och hot
Arten har ett stort utbredningsområde, men tros minska i antal, dock inte tillräckligt kraftigt för att den ska betraktas som hotad. Internationella naturvårdsunionen IUCN listar arten som livskraftig (LC).

## Namn
Fågelns vetenskapliga artnamn hedrar Jean Pierre François Camille Montagne (1784-1866), fransk kirurg och botaniker.